# Joachim Schepke
Joachim Schepke (Flensburgo, 8 de marzo de 1912 - al sureste de Islandia, 17 de marzo de 1941) fue un comandante de U-Boot durante la Segunda Guerra Mundial.

## Carrera
Schepke era hijo de un oficial naval, y se unió a la Reichsmarine en 1930. En 1934 fue asignado al cuerpo de submarinos, y en 1938 comandó el U 3. Con el estallido de la Segunda Guerra Mundial, dirigió el U3 contra los barcos aliados. Después de un breve tiempo al frente del U 19 y sirviendo en una posición del Estado Mayor, Schepke recibió el mando del U 100, un submarino tipo VIIb. Después de 5 patrullas con el U 100, recibió graves daños el 17 de marzo de 1941 de las cargas de profundidad del HMS Walker y del HMS Vanoc, mientras atacaba al Convoy HX 112. El U 100 tuvo que emerger a la superficie y, después de ser detectado en el radar, fue embestido por el Vanoc. Schepke y 37 tripulantes murieron en el océano, y sólo 6 consiguieron ser rescatados. Cuando el Vanoc embistió al submarino, Schepke fue aplastado por su propio periscopio y se hundió con su submarino.
Joachim Schepke había hundido 37 barcos, con un total de 155.882 toneladas, y dañó 4 más. Recibió la Cruz de Caballero de la Cruz de Hierro con Hojas de Roble. Schepke, Günther Prien y Otto Kretschmer eran amigos y rivales en el servicio de submarinos, y eran los comandantes de submarino más famosos de los primeros años de la guerra. Schepke era el favorito de los tres, puesto que en claro contraste con Kretschmer, era un nazi convencido. En febrero de 1941, poco antes de morir, hizo un discurso en el Palacio de Deportes de Berlín para centenares de escolares berlineses sobre la guerra de submarinos. Después de su muerte, el Ministerio de Propaganda alemán lo presentó como un ejemplo para ser seguido por la juventud alemana.

## Condecoraciones
- Cruz de Caballero de la Cruz de Hierro con Hojas de Roble
- Cruz de Hierro de 1.ª Clase
- Cruz de Hierro de 2.ª Clase
- Insignia de Guerra de los Submarinos
- Medalla de los 4 años de Servicio a la Werhmacht